# Tom Waits
Thomas Alan Waits (Pomona, Kalifornia, 1949. december 7. –) kétszeres Grammy-díjas amerikai énekes-dalszerző, zeneszerző, színész. Hangja összetéveszthetetlen: egy kritikusa szerint olyan, „mintha Bourbon-whiskys tartályban áztatták volna, majd a füstölőben lógatták volna néhány hónapig, és végül a füstölőből kihozván áthajtottak volna rajta autóval.”
Zenéjének sokszínűségére jellemző, hogy az „alternatív” és a „folk” kategóriában is nyert Grammy-díjat, blues, jazz és varieté-elemek keverednek a zenéjében. Hetvenes évekbeli érzelmes hangvételű dalait és nyolcvanas évekbeli jellegzetes kocsmazenéjét a kilencvenes évektől kiszámíthatatlan zenei kísérletezés váltotta fel. Nagyon sok dalszerzőt és zenészt inspirált, köztük Rod Stewart és Bruce Springsteen is feltűnik. 2011-ben beiktatták a Rock and Roll Hall of Fame tagjai közé.
Feleségével, Kathleen Brennannal és három gyermekével Kaliforniában él.

## Élete
Jesse Frank Waits és Alma Johnson McMurray gyermekeként született. Mindkét szülője pedagógus, apja ír-skót, anyja norvég származású. 1960-ban, szülei válása után a mexikói határhoz közeli National City városába költözött. Zongorázni itt tanult meg autodidakta módon. 1965-től zenél aktívan.

## Zenészi pályája
1971-ben Los Angelesbe költözött, ahol több demót vett fel, ezekből néhány húsz évvel később a The Early Years, Volume One és ... Volume Two című albumokon megjelent. 1972-ben adta ki debütáló, jazzelemekből építkező lemezét, ami pozitív kritikákat kapott. Sorra adta ki albumait, amiken egy jazz-zenekarral kísért kávéházi zenész stílusát hozza, hangulata sokszor balladisztikus. Ez a vonal legjobban a Nighthawks at the Diner című dupla albumon hallható, ahol kisszámú közönség előtt élőben, de stúdióban adja elő számait.
Későbbi albumain egyre több zenekari zene hallható, a Blue Valentine lemezen nagy szerepet kapnak az elektromos gitár és a billentyűs hangszerek. A Foreign Affars egyik számában Bette Midlerrel énekel duettet, a Heartattack and Vine lemezen rhytm and blues stílus is megjelenik.

## Második korszak
1980-ban ismerkedett meg későbbi feleségével, Kathleen Brennannal, akinek szerepe abban is jelentős, hogy bemutatta Captain Beefheartnak. Jelentős stílusváltás következett be, amit jól mutatnak ekkortájt kiadott válogatáslemezei. Ezeken nem a korábbi felvételeket, hanem újrahangszerelt és újra felvett régi számokat adott ki újra. A '80-as évek első felében sorra írja a filmzenéket is Francis Ford Coppola számára.
A Swordfishtrombones lemezen már fúvós és vonós hangszerek is hallhatóak.

## Fontosabb lemezei
| Év   | Cím                                   | Egyéb tudnivaló | Kiadó  |
| ---- | ------------------------------------- | --- | ------ |
| 1973 | Closing Time                          | | Asylum |
| 1974 | The Heart of Saturday Night           | | Asylum |
| 1975 | Nighthawks at the Diner               | Élő felvétel a stúdióban | Asylum |
| 1976 | Small Change                          | | Asylum |
| 1977 | Foreign Affairs                       | | Asylum |
| 1978 | Blue Valentine                        | | Asylum |
| 1980 | Heartattack and Vine                  | | Asylum |
| 1982 | One from the Heart                    | Crystal Gayle-lel. A Szívbéli (One from the Heart) című Coppola-film zenéje.                                                          | CBS    |
| 1983 | Swordfishtrombones                    | | Island |
| 1985 | Rain Dogs                             | | Island |
| 1987 | Franks Wild Years                     | Benoît Christie-vel. | Island |
| 1988 | Big Time                              | Élő felvétel. Videón is megjelent. | Island |
| 1992 | Night on Earth                        | Az Éjszaka a Földön (1991) című Jarmusch-film zenéje.                                                                                 | Island |
| 1992 | Bone Machine                          | Megnyerte „A legjobb alternatív zenei album” Grammy-díját.                                                                            | Island |
| 1993 | The Black Rider                       | William S. Burroughs-szal és Robert Wilsonnal.                                                                                        | Island |
| 1999 | Mule Variations                       | Megnyerte „A legjobb kortárs folk album” Grammy-díját.                                                                                | ANTI   |
| 2002 | Blood Money                           | Robert Wilson Woyzeck-rendezéséhez.                                                                                                   | ANTI   |
| 2002 | Alice                                 | Robert Wilson azonos című drámájához.                                                                                                 | ANTI   |
| 2004 | Real Gone                             | | ANTI   |
| 2006 | Orphans: Brawlers, Bawlers & Bastards | Háromlemezes válogatásalbum ritkaságokból, kiadatlan felvételekből, rengeteg új számmal. Ezt is jelölték Grammy-re folk-kategóriában. | ANTI   |
| 2009 | Glitter and Doom Live                 | Kétlemezes koncertalbum a 2008-as Glitter and Doom Tour anyagából.                                                                    |        |
| 2011 | Bad as Me                             | Waits 20. albuma. |        |

## Díjak, jelölések
Oscar-díj
- 1983 jelölés: legjobb eredeti dal (One From The Heart)

Grammy-díj
- 1992 díj: legjobb alternatív zenei album (Bone Machine)
- 2000 díj: legjobb kortárs folk album (Mule Variations)
- 2005 jelölés: legjobb szóló rock énekes előadás (Metropolitan Glide c. dal)
- 2008 jelölés: legjobb kortárs folk album (Orphans: Brawlers, Bawlers & Bastards)

Golden Globe-díj
- 1994 díj: legjobb szereplőgárda (Rövidre vágva)

Velencei Nemzetközi Filmfesztivál
- 1993 díj: Volpi kupa (Rövidre vágva)

David di Donatello-díj
- 2006 jelölés: legjobb eredeti dal (You Can Never Hold Back Spring) (megosztva Kathleen Brennan-nel)

## Magyarul
- Álmodban ártatlan. A Tom Waits-olvasó; szerk. Mac Montandon, ford. Dányi Dániel; Cartaphilus, Bp., 2006